# Équipe de Côte d'Ivoire de football à la Coupe d'Afrique des nations 2010
Cet article relate le parcours de l'équipe de Côte d'Ivoire lors de la Coupe d'Afrique des nations de football 2010 organisée en Angola du 10 janvier 2010 au 31 janvier 2010.

## Effectif
Liste des 23 joueurs publiée le 22 décembre 2009. Statistiques arrêtées le 10 janvier 2010.
| Numéro / Nom       | Numéro / Nom             | Équipe actuelle                  | Sél.            | Date de naissance | J.              |                 |                 |                 |                 |
| Gardiens de but    | Gardiens de but          | Gardiens de but                  | Gardiens de but | Gardiens de but   | Gardiens de but | Gardiens de but | Gardiens de but | Gardiens de but | Gardiens de but |
| ------------------ | ------------------------ | -------------------------------- | --------------- | ----------------- | --------------- | --------------- | --------------- | --------------- | --------------- |
| 1                  | Boubacar Barry Copa      | KSC Lokeren                      | 41(0)           | 30 décembre 1979  | 3               | 0               | 1               | 0               | 0               |
| 16                 | Aristide Zogbo           | Maccabi Netanya                  | 6(0)            | 30 décembre 1981  | 0               | 0               | 0               | 0               | 0               |
| 23                 | Vincent de Paul Angban   | ASEC Mimosas                     | 2(0)            | 2 février 1985    | 0               | 0               | 0               | 0               | 0               |
| Défenseurs         |                          |                                  |                 |                   |                 |                 |                 |                 |                 |
| 4                  | Abib Kolo-Touré          | Manchester City                  | 73(1)           | 19 mars 1981      | 3               | 0               | 0               | 0               | 0               |
| 21                 | Emmanuel Eboué           | Arsenal FC                       | 49(1)           | 4 juin 1983       | 2               | 0               | 0               | 0               | 1               |
| 20                 | Guy Demel                | Hambourg SV                      | 24(0)           | 13 juin 1981      | 2               | 0               | 0               | 0               | 0               |
| 22                 | Souleymane Bamba         | Hibernian Football Club          | 12(1)           | 13 janvier 1985   | 3               | 0               | 0               | 0               | 0               |
| 2                  | Angoua Brou Benjamin     | Budapest Honvéd                  | 7(1)            | 28 novembre 1986  | 0               | 0               | 0               | 0               | 0               |
| 3                  | Arthur Boka              | VfB Stuttgart                    | 54(0)           | 2 avril 1983      | 0               | 0               | 0               | 0               | 0               |
| 12                 | Abdoulaye Meïté          | West Bromwich Albion FC          | 48(1)           | 6 octobre 1980    | 0               | 0               | 0               | 0               | 0               |
| 17                 | Siaka Tiéné              | Valenciennes Football Club       | 51(1)           | 11 février 1982   | 3               | 1               | 0               | 0               | 0               |
| Milieux de terrain |                          |                                  |                 |                   |                 |                 |                 |                 |                 |
| 6                  | Yaya Touré               | FC Barcelone                     | 44(5)           | 13 mai 1983       | 3               | 0               | 2               | 0               | 0               |
| 5                  | Didier Zokora            | FC Séville                       | 77(1)           | 14 décembre 1980  | 1               | 3               | 0               | 1               | 0               |
| 19                 | Emmanuel Kouamatien Koné | FC Internaţional Curtea de Argeş | 12(0)           | 31 décembre 1986  | 0               | 0               | 0               | 0               | 0               |
| 9                  | Cheik Ismael Tioté       | FC Twente                        | 5(0)            | 21 juin 1986      | 3               | 0               | 1               | 0               | 0               |
| 7                  | Emerse Faé               | OGC Nice                         | 37(1)           | 24 janvier 1984   | 2               | 0               | 0               | 0               | 0               |
| 13                 | Jean-Jacques Gosso       | AS Monaco                        | 6(0)            | 15 mars 1983      | 0               | 0               | 0               | 0               | 0               |
| Attaquants         |                          |                                  |                 |                   |                 |                 |                 |                 |                 |
| 11                 | Didier Drogba            | Chelsea FC                       | 59(40)          | 11 mars 1978      | 3               | 1               | 0               | 0               | 0               |
| 8                  | Salomon Kalou            | Chelsea FC                       | 25(10)          | 5 août 1985       | 3               | 1               | 1               | 0               | 0               |
| 14                 | Bakari Koné              | Olympique de Marseille           | 40(9)           | 17 septembre 1981 | 1               | 0               | 0               | 0               | 0               |
| 18                 | Kader Keita              | Galatasaray SK                   | 51(10)          | 6 août 1981       | 3               | 1               | 0               | 0               | 0               |
| 15                 | Aruna Dindane            | Portsmouth Football Club         | 53(16)          | 26 novembre 1980  | 2               | 0               | 0               | 0               | 0               |
| 10                 | Gervinho                 | Lille OSC                        | 12(2)           | 27 mai 1987       | 3               | 1               | 0               | 0               | 0               |
| Sélectionneur      |                          |                                  |                 |                   |                 |                 |                 |                 |                 |
|                    | Vahid Halilhodžić        |                                  |                 | 15 mai 1952       |                 |                 |                 |                 |                 |

## Qualifications
Un nouvel entraîneur est nommé le 12 mai 2008 en la personne de Vahid Halilhodžić, qui a pour mission de qualifier le pays pour la CAN 2010 et la Coupe du monde en Afrique du Sud. Le 10 octobre 2009, grâce à un match nul concédé face à l'équipe de Malawi, la Côte d'Ivoire se qualifie pour la Coupe du monde 2010. La "Selephanto" surclasse ses adversaires dans cette phase des éliminatoires, en infligeant de lourdes défaites, notamment deux cinglants 5-0 face au Malawi en match aller et au Burkina Faso en match retour à Abidjan. Elle bat le Burkina Faso devant son public (2-3) et se qualifie pour la CAN 2010 et la Coupe du monde 2010

### Groupe 7
Parcours solide de la Côte d'Ivoire qui termine invaincue. Le Mozambique se qualifie in extremis en battant le Botswana 1-0 lors de la dernière journée, grâce à une meilleure différence de buts que celle de la Gambie, deuxième du groupe 6.
| Rang | Équipe        | Pts | J | G | N | P | Bp | Bc | Diff |  | Résultats (▼ dom., ► ext.) |     |     |     |     |
| ---- | ------------- | --- | - | - | - | - | -- | -- | ---- |  | -------------------------- | --- | --- | --- | --- |
| 1    | Côte d'Ivoire | 12  | 6 | 3 | 3 | 0 | 10 | 2  | +8   |  | Côte d'Ivoire              |     | 1-0 | 3-0 | 4-0 |
| 2    | Mozambique    | 8   | 6 | 2 | 2 | 2 | 7  | 5  | +2   |  | Mozambique                 | 1-1 |     | 3-0 | 1-2 |
| 3    | Madagascar    | 6   | 6 | 1 | 3 | 2 | 2  | 7  | -5   |  | Madagascar                 | 0-0 | 1-1 |     | 1-0 |
| 4    | Botswana      | 5   | 6 | 1 | 2 | 3 | 3  | 8  | -5   |  | Botswana                   | 1-1 | 0-1 | 0-0 |     |

### Groupe E
Lors du match opposant la Côte d'Ivoire au Malawi le 29 mars 2009, une bousculade dans les tribunes fait 19 morts et 132 blessés parmi les spectateurs.
| Rang | Équipe        | Pts | J | G | N | P | Bp | Bc | Diff |  | Résultats (▼ dom., ► ext.) |     |     |     |     |
| ---- | ------------- | --- | - | - | - | - | -- | -- | ---- |  | -------------------------- | --- | --- | --- | --- |
| 1    | Côte d'Ivoire | 16  | 6 | 5 | 1 | 0 | 19 | 4  | +15  |  | Côte d'Ivoire              |     | 5-0 | 5-0 | 3-0 |
| 2    | Burkina Faso  | 12  | 6 | 4 | 0 | 2 | 10 | 11 | -1   |  | Burkina Faso               | 2-3 |     | 1-0 | 4-2 |
| 3    | Malawi        | 4   | 6 | 1 | 1 | 4 | 4  | 11 | -7   |  | Malawi                     | 1-1 | 0-1 |     | 2-1 |
| 4    | Guinée        | 3   | 6 | 1 | 0 | 5 | 7  | 14 | -7   |  | Guinée                     | 1-2 | 1-2 | 2-1 |     |

- La Côte d'Ivoire est qualifiée pour la Coupe du monde 2010 et la Coupe d'Afrique des Nations 2010.
- Le Burkina Faso et le Malawi sont qualifiés pour la Coupe d'Afrique des Nations 2010.
- La Guinée est éliminée des deux compétitions.

Feuilles de match

## Matchs

### 1ertour

#### Groupe B
| Rang | Équipe        | Pts | J | G | N | P | Bp | Bc | Diff |  | Résultats (▼ dom., ► ext.) |  |     |     |  |
| ---- | ------------- | --- | - | - | - | - | -- | -- | ---- |  | -------------------------- |  | --- | --- |  |
| 1    | Côte d'Ivoire | 4   | 2 | 1 | 1 | 0 | 3  | 1  | +2   |  | Côte d'Ivoire              |  | 3-1 | 0-0 |  |
| 2    | Ghana         | 3   | 2 | 1 | 0 | 1 | 2  | 3  | -1   |  | Ghana                      |  |     | 1-0 |  |
| 3    | Burkina Faso  | 1   | 2 | 0 | 1 | 1 | 0  | 1  | -1   |  | Burkina Faso               |  |     |     |  |
| 4    | Togo forfait  | 0   | 0 | 0 | 0 | 0 | 0  | 0  | 0    |  | Togo                       |  |     |     |  |

| 11 janvier 2010 | Côte d'Ivoire | 0-0 | Burkina Faso | Estádio Chimandela, Cabinda                      |                                                  |
| 17:00 UTC+1     |               |     |              | Spectateurs : 13 000 Arbitrage : Kacem Bennaceur | Spectateurs : 13 000 Arbitrage : Kacem Bennaceur |
| 17:00 UTC+1     | Rapport       |     |              | Spectateurs : 13 000 Arbitrage : Kacem Bennaceur | Spectateurs : 13 000 Arbitrage : Kacem Bennaceur |

| 15 janvier 2010 | Côte d'Ivoire                                     | 3-1 | Ghana | Estádio Chimandela, Cabinda                   |                                               |
| 19:30 UTC+1     | Gervinho 23e · Eboué 55e · Tiéné 66e · Drogba 90e |     | Gyan  | Spectateurs : 23 000 Arbitrage : Jerome Damon | Spectateurs : 23 000 Arbitrage : Jerome Damon |
| 19:30 UTC+1     | Rapport                                           |     |       | Spectateurs : 23 000 Arbitrage : Jerome Damon | Spectateurs : 23 000 Arbitrage : Jerome Damon |

### Quarts de finale
| Quarts de finale 2          | Côte d'Ivoire        | 2-3 a.p. | Algérie                                     | Estádio Chimandela, Cabinda                   |                                               |
| 24 janvier 2010 20:30 UTC+1 | Kalou 4e · Keïta 89e |          | Matmour 40e · Bougherra 90+1e · Bouazza 93e | Spectateurs : 10 000 Arbitrage : Eddy Maillet | Spectateurs : 10 000 Arbitrage : Eddy Maillet |
| 24 janvier 2010 20:30 UTC+1 | Rapport              |          |                                             | Spectateurs : 10 000 Arbitrage : Eddy Maillet | Spectateurs : 10 000 Arbitrage : Eddy Maillet |